# Stigmaphron orphne
Stigmaphron orphne är en stekelart som beskrevs av Mikhail Vasilievich Kozlov 1975. Stigmaphron orphne ingår i släktet Stigmaphron och familjen Stigmaphronidae. Inga underarter finns listade i Catalogue of Life.